# Pokémon Emerald
Pokémon Emerald är det tredje Pokémon-spelet som utspelar sig i Hoenn-regionen. Föregångarna heter Pokémon Ruby och Sapphire. Spelet påminner starkt om dessa spel, men innehåller vissa nyheter och ändringar.

## Handling
Spelaren besöker Professor Birch för att få sin första pokémon. Denna används sedan för att fånga och tämja flera monster samt att besegra andra pokémontränare. Spelet utspelar sig i regionen Hoenn.

## Buggar
Precis som i de tidigare spelen Pokémon Gold och Silver, men till skillnad från Pokémon Ruby och Sapphire, finns det en bugg i detta spel som låter spelaren klona sina pokémon, men i detta spel kan man klona upp till 5 pokémon samtidigt. Görs detta på fel sätt riskerar dock pokémon att försvinna eller spelet att krascha.